# Hieracium dollineri
Hieracium dollineri là một loài thực vật có hoa trong họ Cúc. Loài này được Sch.Bip. ex Neilr. mô tả khoa học đầu tiên năm 1871.